# Baseball na letních olympijských hrách
Baseball má na olympijských hrách dlouhou historii jako ukázkový sport (mezitím byl jako neolympijský sport pouze na prvním ročníku světových her v roce 1981). Olympijským sportem byl trvale v letech 1992–2008 a naposledy byl jako doplňkový zařazen na program LOH 2020 v Tokiu. Baseball byl na olympijských hrách výhradně mužským sportem, ženy hrály softball.

## Ukázkový sport
Na Letních olympijských hrách 1912 zvítězily USA nad pořádajícím Švédskem 13:3. Na Letních olympijských hrách 1936 proti sobě hrály dva americké týmy (USA A zvítězil nad USA B 6:5). Na Letních olympijských hrách 1952 hrály dva finské týmy pesäpallo (tzv. finský baseball). Na Letních olympijských hrách 1956 zvítězily USA nad pořádající Austrálií 11:5 a na Letních olympijských hrách 1964 zvítězily USA nad pořádajícím Japonskem 6:2. Na Letních olympijských hrách 1984 (hraných poprvé turnajově ve dvou čtyřčlenných skupinách) Japonsko ve finále porazilo USA 6:3 a na Letních olympijských hrách 1988 zvítězily USA ve finále nad Japonskem 5:3.

## Olympijský sport
Baseball se stal oficiálním olympijským sportem na Letních olympijských hrách 1992. Osm týmů složených výhradně z amatérů hrálo nejdříve každý s každým a poté následovala semifinálová a finálové utkání. Systém turnaje poté zůstal zachován pouze s jedinou velkou změnou povolující od Letních olympijských her 2000 start profesionálům.
Na zasedání Mezinárodního olympijského výboru dne 7. července 2005 byl baseball spolu se softballem vyřazen z Letních olympijských her 2012 a stal se tak prvním vyřazeným sportem od Letních olympijských her 1936, kdy se naposledy představilo pólo. Poslední soutěž se hrála na Letních olympijských hrách 2008, kde zvítězila Jižní Korea. Dne 9. února 2006 bylo znovu potvrzeno, že se do programu olympijských her místo baseballu a softballu vrátí golf a ragby (nově ve variantě se sedmi hráči).
V srpnu 2016 schválil Mezinárodní olympijský výbor znovupřijetí baseballu mezi olympijské sporty, což se však týkalo pouze LOH 2020 v Tokiu.

## Seznam medailistů
- Zdroj [3]

| Rok      | Zlato                          | Stříbro                        | Bronz                          |
| -------- | ------------------------------ | ------------------------------ | ------------------------------ |
| LOH 1992 | · Kuba (CUB)                   | · Tchaj-wan (TPE)              | · Japonsko (JPN)               |
| LOH 1996 | · Kuba (CUB)                   | · Japonsko (JPN)               | · Spojené státy americké (USA) |
| LOH 2000 | · Spojené státy americké (USA) | · Kuba (CUB)                   | · Jižní Korea (KOR)            |
| LOH 2004 | · Kuba (CUB)                   | · Austrálie (AUS)              | · Japonsko (JPN)               |
| LOH 2008 | · Jižní Korea (KOR)            | · Kuba (CUB)                   | · Spojené státy americké (USA) |
| LOH 2020 | · Japonsko (JPN)               | · Spojené státy americké (USA) | · Dominikánská republika (DOM) |